# Hibari Misora
Misora Hibari (japonês: 美空ひばり - 29 de maio de 1937 – 24 de junho de 1989) foi a maior expressão feminina do Enka, estilo musical japonês, atriz e ícone cultural do pós-guerra. Seu nome real era Kazue Kato (加藤和枝).
Na década de 1970 os irmãos Okuhara, proprietários da Rádio Santo Amaro, foram os responsáveis pela vinda de Misora Hibari ao Brasil, fazendo três apresentações no Ginásio do Ibirapuera, onde o público chegou ao total de 40 mil pessoas.